# Silnice II/419
Silnice II/419 je česká silnice II. třídy v okrese Hodonín, která vede ze Žarošic do Čejče. Je dlouhá 11,6 km.
Do roku 1997 vedla až ze Slavkova u Brna, pak byl tento úsek povýšen do I. třídy a stal se součástí silnice I/54.

## Vedení silnice

### Jihomoravský kraj

#### Okres Hodonín
- Žarošice (odbočení z I/54)
- odbočka Uhřice (III/41919)
- odbočka II/381 u žst. Uhřice
- Násedlovice (odbočka III/41922)
- odbočka Karlín/Dražůvky (III/41923)
- odbočka Karlín (III/41926)
- Čejč (napojení na II/380)

## Průběh trasy
Silnice počíná v podhůří Ždánického lesa v údolí Zdravovodského potoka, překonává potok Vápenku a pak Spálený potok a vzápětí železniční trať Klobouky u Brna – Uhřice. Pak stoupá na návrší do vsi Násedlovice a opět klesá do údolí Trkmanky (180 m n. m.). Po jejím přemostění znovu stoupá serpentinami až na vrch Karlák (281 m n. m.), načež opět prudce klesá do Čejče.